# Mikael Åkerfeldt
Lars Mikael Åkerfeldt (ur. 17 kwietnia 1974 w Sztokholmie) – szwedzki muzyk metalowy, lider, gitarzysta i wokalista zespołu Opeth. Były wokalista grupy Bloodbath.
Sam był założycielem zespołu Eruption, który jednak nie opublikował żadnych nagrań. Później został przyjęty do zespołu Opeth jako basista. Wkrótce jednak Opeth przeszedł głęboki kryzys związany właśnie z przyjęciem Mikaela do zespołu, byli członkowie stworzyli nową grupę natomiast Åkerfeldt wraz z Davidem Isbergiem (jednym z założycieli Opeth) zaczęli poszukiwania pełnego składu.
W 2004 roku muzyk wraz z Peterem Lindgrenem został sklasyfikowany na 42. miejscu listy 100 najlepszych gitarzystów heavymetalowych wszech czasów według magazynu Guitar World.
Żonaty, ma dwoje dzieci. Nie praktykuje żadnej religii, deklaruje się jako ateista.

## Dyskografia
| Steel - Heavy Metal Machine (EP, 1996, Near Dark Prod.) Bloodbath - Breeding Death (EP, 1999, Century Media) - Resurrection Through Carnage (2002, Century Media) - Unblessing the Purity (EP, 2008, Century Media) - The Wacken Carnage (DVD, 2008, Peaceville Records) - The Fathomless Mastery (2008, Peaceville Records) - Bloodbath Over Bloodstock (DVD, 2011, Peaceville Records) Katatonia - Brave Murder Day (1996, Avantgarde Music) - Sounds of Decay (1997, Avantgarde Music) - Discouraged Ones (1998, Avantgarde Music) - Tonight’s Decision (1999, Peaceville Records) |  | Inne - Edge of Sanity – Crimson (1996, Black Mark Production, śpiew, gitara) - Edge of Sanity – Infernal (1999, Black Mark Production, autor tekstu) - Soilwork – A Predator’s Portrait (2001, Nuclear Blast, gościnnie: śpiew) - Horrified – Deus Diabolus Inversus (2002, Black Lotus Records, gościnnie: śpiew) - Ayreon – The Human Equation (2004, InsideOut Music, gościnnie: śpiew) - Roadrunner United – The All-Star Sessions (2005, Roadrunner Records, śpiew) - Porcupine Tree – Deadwing (2005, Lava, gościnnie: śpiew) - Dream Theater – Systematic Chaos (2007, Roadrunner Records, gościnnie: śpiew) - Candlemass – 20 Year Anniversary Party (DVD, 2007, Peaceville Records, gościnnie: śpiew) - Ihsahn – AngL (2008, Mnemosyne Productions, gościnnie: śpiew) - OSI – Blood (2009, InsideOut Music, gościnnie: śpiew) - The Devin Townsend Project – Deconstruction (2011, HevyDevy Records, gościnnie: śpiew) |

## Instrumentarium
| Gitary elektryczne - PRS Custom 24 (Tortoise Shell Flame Top) - Gibson Flying V ('67 Reissue) - PRS Custom 24 (Blue Flame Top) - PRS Custom 24 (Black Quilt) - Paul Reed Smith Custom 24 (Black) - Fender Stratocaster 1975 (Black) - Fender Stratocaster 1972 Reissue (Black) - Gibson Les Paul Standard (Tobacco Sunburst) - B.C. Rich Mockingbird (Black) - PRS 22 Fret Modern Eagle (Grey Flame Top) - PRS Modern Eagle Single Cut 24 Fret (Wine Flame Matt Top) - Gibson SG Standard 1961 Reissue - PRS Custom 22 12-String (Black) - PRS Custom 22 Single Cut (Black Quilt) - Randy Rhoads Gitary klasyczne (struny nylonowe) - Amalio Burguet 3am (Cedar Top) - Landola CT/2/W. |  | Gitary akustyczne (struny metalowe) - CF Martin 00028 - Takamine EF385 (12string) - Seagull S6CW (With Fishman Pickup) - CF Martin 00016GT (With Fishman Pickup) Wzmacniacze i kolumny głośnikowe - Laney GH100L (also has usede VH100L amps) - Laney VC30 - Fender 1000 Rocpro - 2 Laney 4x12 Cabinets Efekty gitarowe - BOSS GT-8 - Furman Power Conditioner - Korg DTR Rack Tuner Struny gitarowe - D’Addario 010-046 gauge guitar strings - Thomastik 011 acoustic guitar strings - D’Addario J45 or 46 classical guitar strings |

## Filmografia
| Tytuł        | Rok  | Rola        | Uwagi                                         | Źródło |
| ------------ | ---- | ----------- | --------------------------------------------- | ------ |
| "Mellodrama" | 2008 | jako on sam | film dokumentalny, reżyseria: Dianna Dilworth | [ 11 ] |

## Nagrody i wyróżnienia
| Rok  | Kategoria      | Tytułem          | Nagroda                         | Nota | Źródło |
| ---- | -------------- | ---------------- | ------------------------------- | ---- | ------ |
| 2014 | The Golden God | Mikael Åkerfeldt | Metal Hammer Golden Gods Awards | Laur | [ 12 ] |